# Lophuromys rahmi
Lophuromys rahmi is een knaagdier uit het geslacht Lophuromys dat voorkomt in de bergregenwouden van het oosten van de Democratische Republiek Congo (Kivu-gebied) en Rwanda op meer dan 1800 m hoogte. Deze soort behoort tot het ondergeslacht Lophuromys, maar heeft daarbinnen voor zover bekend geen nauwe verwanten.
L. rahmi is een kleine Lophuromys met een korte staart en extreem korte voeten en oren. De bovenkant van het lichaam is donker roodbruin, de onderkant lichtrood. De vacht is tamelijk hard. De kop-romplengte bedraagt 95 tot 116 mm, de staartlengte 48 tot 56 mm, de achtervoetlengte 13 tot 18 mm, de oorlengte 10 tot 15 mm en het gewicht 30 tot 45 g.
L. rahmi eet vooral dierlijk voedsel, vooral insectenlarven, maar daarnaast ook wel zaden en knollen. Een groot deel van de tot nu toe bekende exemplaren is van het mannelijk geslacht. Er zijn vijf drachtige vrouwtjes gevonden, elk met twee embryo's.
Kivumys: Lophuromys luteogaster · Lophuromys medicaudatus · Woosnamborstelhaarmuis (Lophuromys woosnami)

Lophuromys: Lophuromys angolensis · Lophuromys ansorgei · Lophuromys aquilus · Lophuromys brevicaudus · Lophuromys brunneus · Lophuromys chercherensis · Lophuromys chrysopus · Lophuromys dieterleni · Lophuromys dudui · Lophuromys eisentrauti · Lophuromys flavopunctatus · Lophuromys huttereri · Lophuromys kilonzoi · Lophuromys laticeps · Lophuromys machangui · Lophuromys makundii · Lophuromys margarettae · Lophuromys melanonyx · Lophuromys menageshae · Lophuromys nudicaudus · Lophuromys pseudosikapusi · Lophuromys rahmi · Lophuromys rita · Lophuromys roseveari · Lophuromys sabunii · Lophuromys sikapusi · Lophuromys simensis · Lophuromys stanleyi · Lophuromys verhageni · Lophuromys zena